# Лерс, Карл
Карл Лерс (Кауфман; 1802—1878) — немецкий филолог.

## Биография
Приват-доцент с 1831 г., в 1835 г. получил в Кёнигсбергском университете в качестве профессора кафедру греческой филологии. Работы Лерса на латинском и немецком языках содействовали развитию филологии в Германии и создали ему имя основателя целой школы филологов.
Член-корреспондент СПбгАН c 02.12.1860 по отделению исторических наук и филологии (разряд классической филологии и археологии).

## Труды
- «De Aristarchi studiis Homericis» (Кенигсберг, 1833; Лпц. 1865),
- «Quaestiones epicae» (Кенигсб., 1837),
- «Populäre Aufsätze aus dem Altertum» (Лпц., 1856; Лпц., 1875),
- «Q. Horatius Flaccus» (1869 и 1871), «Pindarscholien» (1873)